# Gipf-Oberfrick
Gipf-Oberfrick (toponimo tedesco) è un comune svizzero di 3 502 abitanti del Canton Argovia, nel distretto di Laufenburg.

## Storia
Il comune di Gipf-Oberfrick è stato istituito nel 1804 con lo scorporo delle località di Gipf e Oberfrick dal comune di Frick.

## Monumenti e luoghi d'interesse

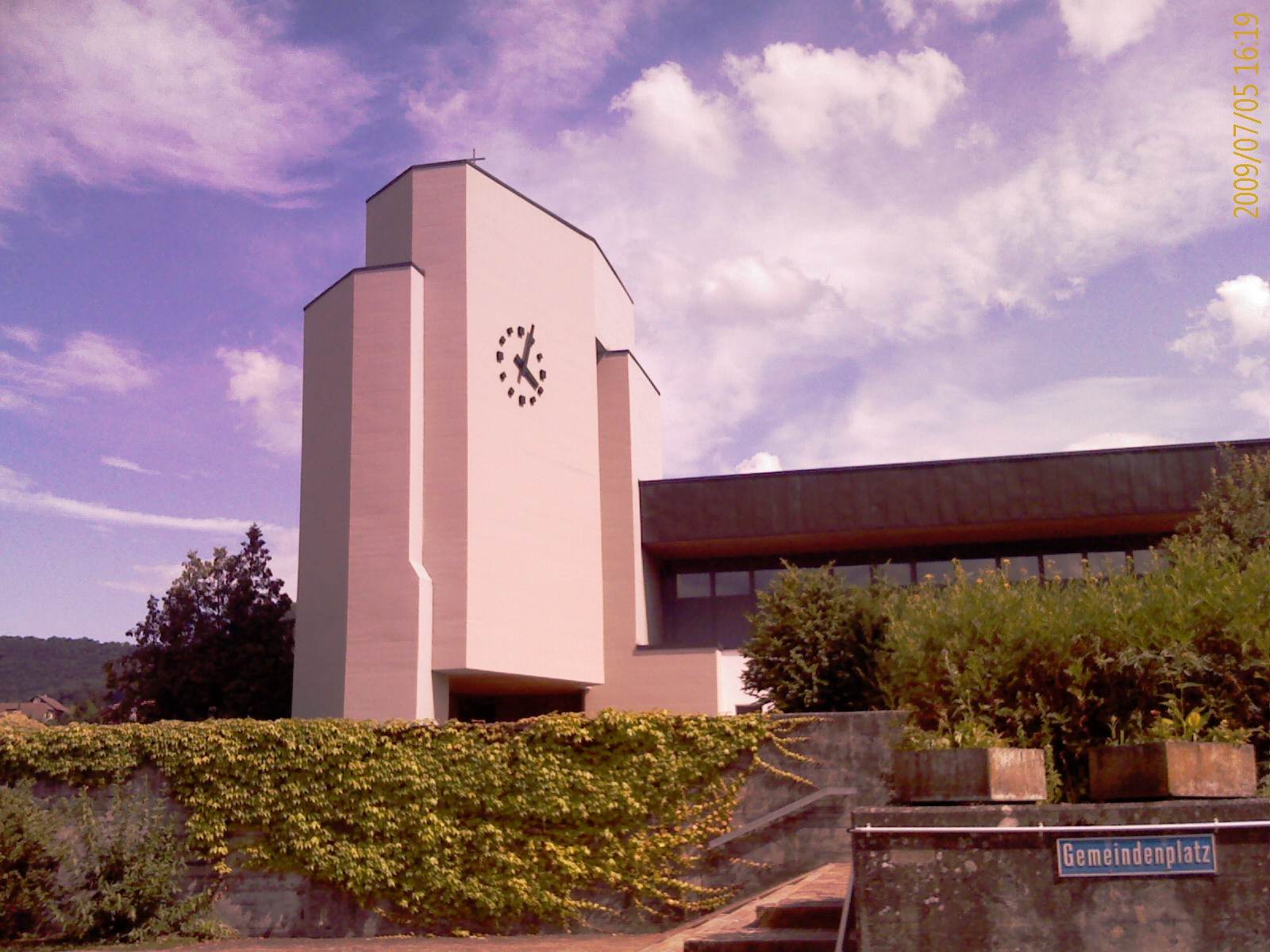
La chiesa cattolica di San Wendelino

- Chiesa cattolica di San Wendelino, eretta nel 1708 e ricostruita nel 1968-1970[1].

## Società

### Evoluzione demografica
L'evoluzione demografica è riportata nella seguente tabella:
Abitanti censiti

## Amministrazione
Ogni famiglia originaria del luogo fa parte del cosiddetto comune patriziale e ha la responsabilità della manutenzione di ogni bene ricadente all'interno dei confini del comune.